# Małgorzata Żarów
Małgorzata Żarów (ur. 1988) – polska pisarka.
Autorka powieści Zaklinanie węży w gorące wieczory (Wydawnictwo Czarne, Wołowiec 2022) nominowanej do Nagrody Literackiej Nike 2023, Nagrody Literackiej Gdynia 2023 (której została laureatką), Nagrody Literackiej m. st. Warszawy 2023, Nagrody Conrada 2023 oraz do międzynarodowej nagrody Premio Grand Continent 2022. Mieszka w Warszawie. Absolwentka I Społecznego Liceum Ogólnokształcącego im. Hetmana Jana Tarnowskiego w Tarnobrzegu.